# Eurytoma mongolica
Eurytoma mongolica är en stekelart som beskrevs av Zerova 1977. Eurytoma mongolica ingår i släktet Eurytoma och familjen kragglanssteklar.
Artens utbredningsområde är Mongoliet. Inga underarter finns listade i Catalogue of Life.